# Evelyn Lelandová
Evelyn Lelandová (Evelyn Frances Leland, 1867–1931) byla americká astronomka a dlouholetá členka skupiny Harvardských počtářek. Pracovala na Observatoři Harvardovy univerzity 36 let v letech 1889–1925.
Prováděla analýzu fotografických desek pořízených v Cambridgi (Massachusetts) a v Arequipě v Peru, podílela se na výpočtech hvězdných spekter a objevování proměnných hvězd.

## Kariéra v Observatoři Harvardovy univerzity
O osobním životě Evelyn Lelandové není prakticky nic známo. Její profesní dráha je spojena s její prací na Harvardské observatoři, kde pracovala v letech 1889–1925, tedy postupně pod vedením tří ředitelů observatoře: Edwarda Pickeringa (do roku 1919), Solona Irvinga Baileyho ( 1919–1921) a Harlowa Shapleyho (1921–1925). Za svého působení na observatoři byla jednou z reprezentativních představitelek Harvardských počtářek - Pickeringovy skupiny asistentek.

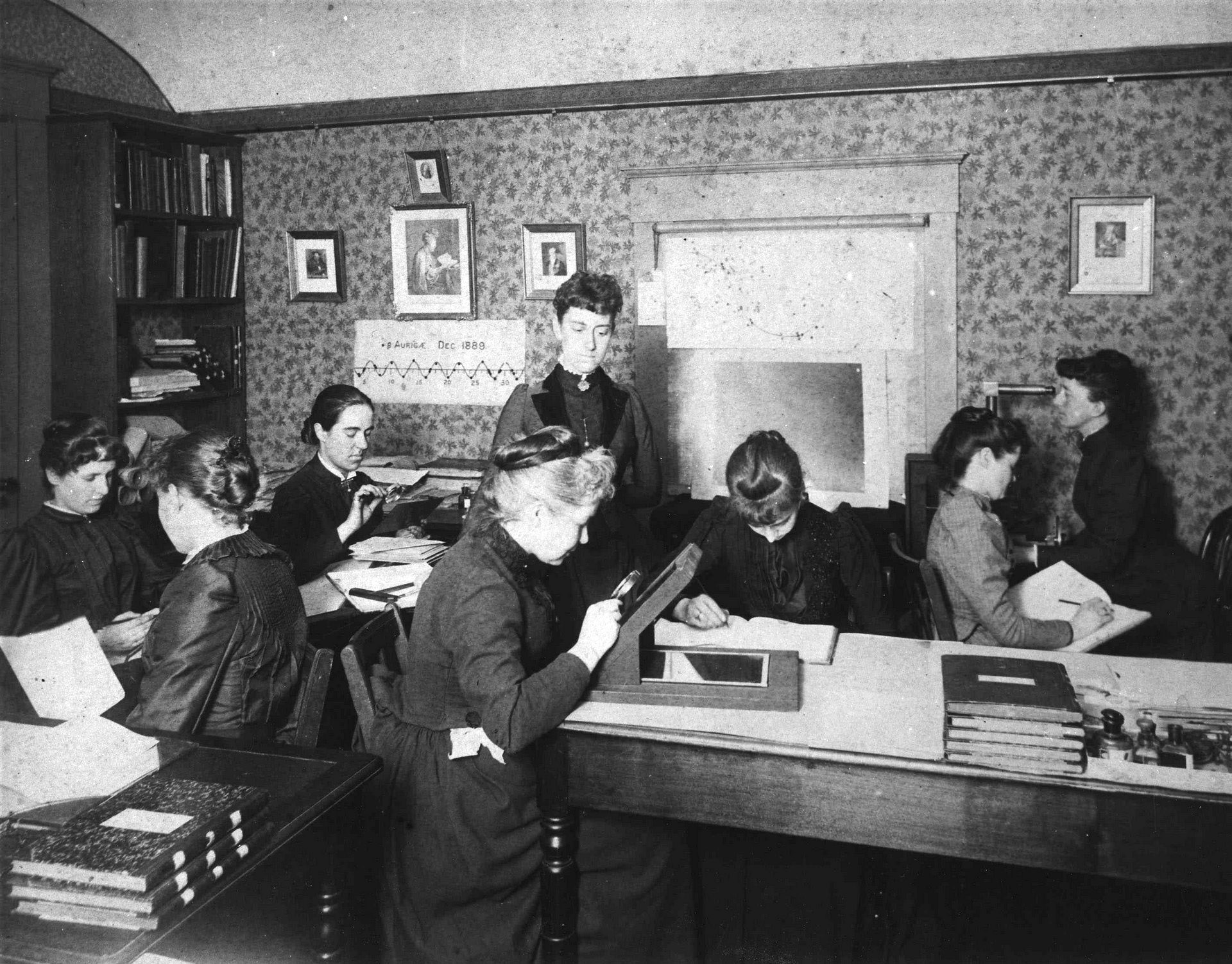
Harvardské počtářky v roce 1891. Evelyn Lelandová je na snímku žena sedící uprostřed s lupou v ruce.

Pickering, kladl důraz spíše na shromažďování dat než na teoretický výzkum. Věřil že teorie, které nejsou podloženy daty, jsou bezcenné a že pozorovatelé s vlastními teoriemi jsou spíše zaujatí, což vede k nepřesným údajům. Proto se na Harvardské observatoři naskytla příležitost pro ženu, jako byla Lelandová, s talentem pro trpělivé a zručné katalogizování. Pickeringovy myšlenky byly svérázné, ale v tehdejší vědecké komunitě běžné. V astronomii kolem roku 1900 se pracovní místa určovala podle pohlaví. Zatímco práce mužů spočívala v pozorování dalekohledem, interpretaci dat a publikování výsledků, práce žen spočívala v měření a klasifikaci dat shromážděných muži. Od žen se vyžadovala vytrvalost a bystrost, nikoliv originalita nebo vědecké myšlení.
Výzkum hvězdných spekter na observatoři vyžadoval pečlivou analýzu mnoha křehkých skleněných desek. Ačkoli Lelandová nevytvořila nějakou astrofyzikální teorii, byla schopná pozorovatelka. Spolu s ostatními kolegyněmi prováděla poměrně vyčerpávající a špatně placený výpočet hvězdných spekter, které byly pořizovány na fotografických deskách přímo v Cambridgi nebo dováženy z Arequipy. Lelandová vydělávala 546 dolarů ročně, zatímco průměrný plat mužů v té době činil asi 800 dolarů. Ve zprávě z roku 1898 Pickering uvedl, že Harvardské počtářky mohou vykonávat stejnou práci jako lépe placení muži astronomové, a že rozdíl v jejich platech mu umožňuje zaměstnat třikrát až čtyřikrát více žen.

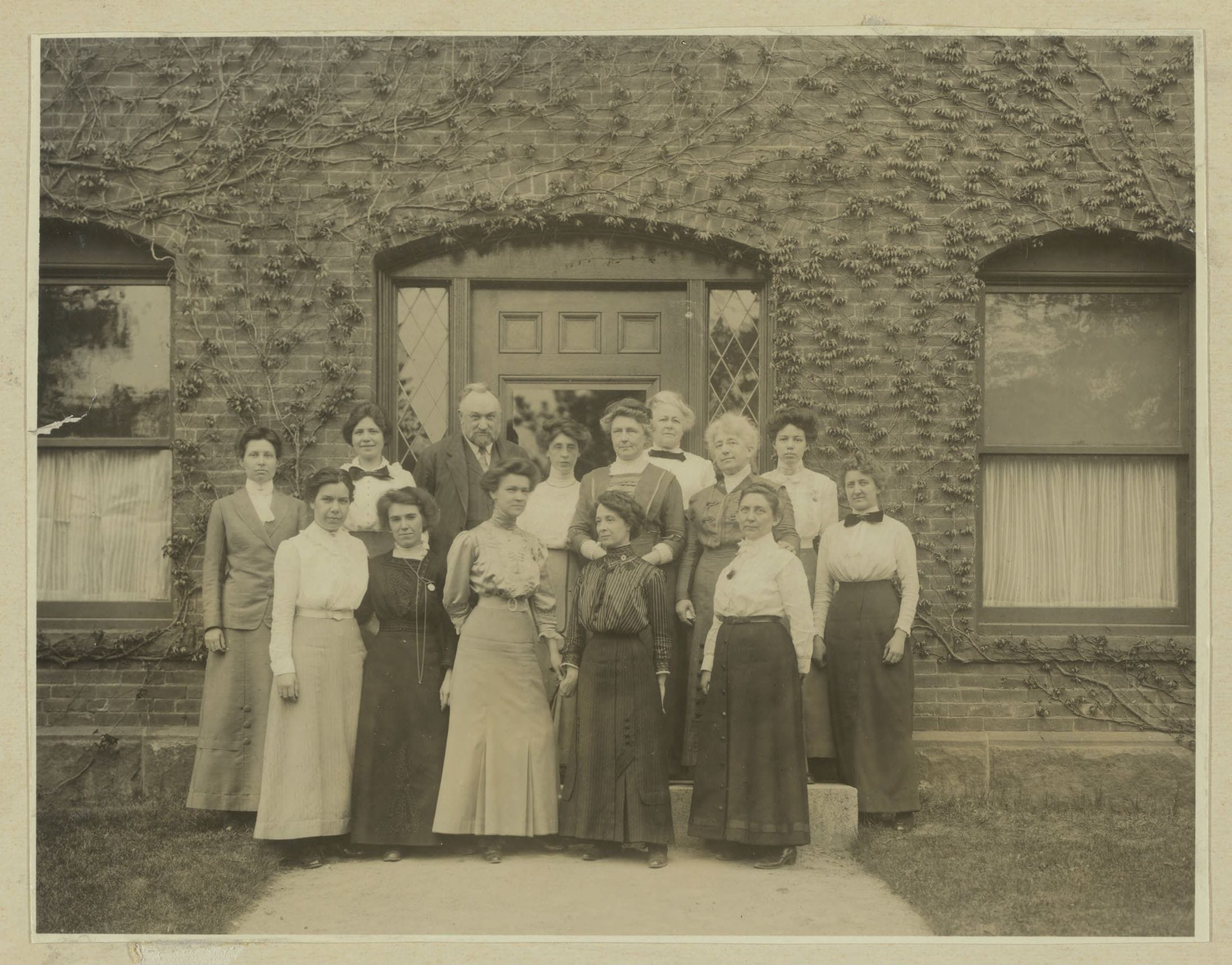
Harvardské počtářky v roce 1913. Zadní řada (zleva): Margaret Harwood (zcela vlevo), Mollie O'Reilly, Edward C. Pickering, Edith Gill, Annie Jump Cannon, Evelyn Leland (za Cannonovou), Florence Cushman, Marion Whyte (za Cushmanovou), Grace Brooks. Přední řada: Arville Walker, unknown (možná Johanna Mackie), Alta Carpenter, Mabel Gill, Ida Woods. Obrázek s laskavým svolením Harvard-Smithsonian Center for Astrophysics.

Spolu s dalšími ženskými „počítači“ Lelandová podrobně měřila a počítala hvězdná spektra, přičemž při tomto zkoumání objevila nové proměnné hvězdy a další objekty se zvláštními spektry. Lelandová pomáhala především Williamině Flemingové s měřením jasnosti a period desítek tisíc proměnných hvězd ve hvězdokupách a hvězdných seskupeních, jako např. Omega Centauri, Alfa Centauri, M5 a Epsilon Aurigae. V roce 1903 spolu se Flemingovou zkoumaly novou možnou novu v Blížencích, kterou objevil anglický astronom Herbert Hall Turner (1861–1930). Počínaje rokem 1906 se Lelandová spojila s Annie Jump Cannonovou a Henriettou Swan Leavittovou, aby využily sbírky harvardských desek k systematickému hledání proměnných hvězd na celé obloze. Každé ze tří žen byla přidělena jedna třetina oblohy a použily vyhledávací metodu vyvinutou Leavittovou, která zahrnovala vizuální porovnání pěti časosběrných snímků každé oblasti oblohy. Touto metodou Lelandová objevila osm nových proměnných hvězd. Lelandová také prováděla měření jasnosti a poloh různých astronomických těles, jako jsou např. hvězdy Nova Sagittarii (V1059 Sagittarii) a μ Serpentis, planetka Eros a Saturnův měsíc Phoebe.
Protože Lelandová strávila velkou část své kariéry prací s deskami, které pořídil Solon Bailey na observatoři v Arequipě v Peru, získala obzvláště dobrou znalost jižní oblohy. Lelandová spolu s Baileyem spolupracovala na pozorování kulových hvězdokup v Mléčné dráze a zjistila, že proměnné hvězdy jsou velmi silně spojeny s kulovými hvězdokupami. Vyznačují se proměnnou periodou několika hodin a představují nový typ proměnných hvězd, odlišný od cefeid typu I, které ve stejném období objevila Henrietta Leavittová. Tyto proměnné hvězdy objevené Lelandovou a Baileyem byly pojmenovány jako proměnné kulových hvězdokup, označované jako proměnné typu RR Lyrae. Lelandová a Bailey měli dobré pracovní vztahy a vzájemně se ovlivňovali. Bailey ve svých článcích zřídkakdy uváděl jména svých asistentů, ale v roce 1919 v publikaci o proměnných ve hvězdokupě M15 byla zmíněna jeho spolupráce s Lelandovou a Idou E. Woodsovou.
V rámci projektu PHaEDRA, organizovaném Observatoří Harvardské university, je umožněn online přístup k pracovním sešitům
Evelyn Lelandové a k seznamu jejích publikací.